# Signal Lights
Signal Lights è un cortometraggio muto del 1912. Il nome del regista non viene riportato.

## Trama
Una rapina al treno viene sventata dalla figlia di un agente ferroviario che cambia la segnaletica ferroviaria, salvando così un carico d'oro.

## Produzione
Il film fu prodotto dalla Essanay Film Manufacturing Company.

## Distribuzione
Distribuito dalla General Film Company, il film - un cortometraggio di una bobina - uscì nelle sale cinematografiche statunitensi  il 9 luglio 1912.